# Ärkebiskopsvalet i Svenska kyrkan 2006
Ärkebiskopsvalet i Svenska kyrkan 2006 ägde rum sedan ärkebiskop K.G. Hammar i slutet av augusti 2005 meddelat att han avgår med pension från och med hösten 2006. Anders Wejryd valdes 30 mars 2006 till ny ärkebiskop för Svenska kyrkan. Wejryd fick i den avgörande omröstningen 176 röster mot 127 för Ragnar Persenius. Anders Wejryd blev därmed den förste ärkebiskopen i modern tid vald av Svenska kyrkan istället för, som tidigare, av regeringen.

## Provvalet
En första valomgång (provval) i ärkebiskopsvalet ägde rum 8 februari 2006, och dit hade följande kandidater nominerats och, i de flesta fall, sagt sig ställa upp:
1. Anders Wejryd, biskop i Växjö stift - 98 röster, 33 %. Vann i Linköpings, Växjö, Lunds, Härnösands och Strängnäs stift.
2. Ragnar Persenius, biskop i Uppsala stift - 76 röster, 26 %. Vann i Stockholms, Karlstads, Uppsala, Luleå och Göteborgs stift.
3. Thomas Söderberg, kyrkoherde - 36 röster, 12 %. Vann i Västerås stift.
4. Carl Axel Aurelius hade förts fram som förslag, men avsagt sig kandidatur - fick trots detta 35 röster, 12 %. Vann i Skara och Visby stift.
5. Anna Karin Hammar, stiftsadjunkt i Uppsala stift - 20 röster, 7 %.
6. Carl-Erik Sahlberg, komminister - 10 röster, 4 %.
7. Anne-Louise Eriksson, teol.dr. - 8 röster, 3 %.
8. Erik Aurelius, biskop i Skara stift - 3 röster, 1 %.
9. Bo Brander, teol.dr.,  - 0 röster.
10. Hans Börje Hammar, etikkonsult, Höganäs - 0 röster.
11. Margareta Hemström, kyrkoherde - 0 röster.
12. Rune Imberg, teol.dr.,  - 0 röster.
13. Yngve Kalin, komminister, - 0 röster.

Regler: I provvalet är det tillåtet att rösta även på i förväg icke nominerade kandidater. De kandidater som i provvalet fått minst 5 % av rösterna går vidare till valets första omgång 15 mars. Finns inte minst fem sådana kandidater är i stället de fem kandidater som fått flest röster kvalificerade för valets första omgång.

## Ärkebiskopsvalet 15 och 30 mars
Kandidaterna
1. Anders Wejryd
2. Ragnar Persenius
3. Thomas Söderberg
4. Carl Axel Aurelius (har avböjt kandidatur)
5. Anna Karin Hammar
6. Carl-Erik Sahlberg

I valomgången den 15 mars fick ingen av ärkebiskopskandidaterna Absolut majoritet. Anders Wejryd fick 44,59 procent av rösterna och Ragnar Persenius 30,82 procent.
För de övriga kandidaterna blev resultatet: Thomas Söderberg, 9,84 procent, Anna Karin Hammar 9,18 procent samt Carl-Erik Sahlberg, 5,57 procent.
Eftersom ingen av kandidaterna fick egen majoritet genomfördes en andra valomgång den 30 mars med de två som fick flest röster i den första valomgången, Anders Wejryd och Ragnar Persenius.
Valresultatet den 30 mars utföll med 176 röster för Anders Wejryd och 127 för Ragnar Persenius. Det totala antalet röster var 320.

## Tillträde
Anders Wejryd, Svenska kyrkans 69:e ärkebiskop, tillträdde sin tjänst vid en mottagningsgudstjänst den 29 augusti 2006 i Uppsala domkyrka. 

### Fotnoter
1. ↑  ”Ärkebiskop K G Hammar avgår” (på svenska). Svenska dagbladet. 25 augusti 2005. https://www.svd.se/arkebiskop-k-g-hammar-avgar. Läst 6 oktober 2017.
2. ↑  ”Anders Wejryd ny ärkebiskop” (på svenska). Svenska dagbladet. 30 mars 2006. https://www.svd.se/anders-wejryd-ny-arkebiskop. Läst 5 oktober 2017.